# مپروبامات
مپروبامات (انگلیسی: Meprobamate) یک مشتق کاربامات است که به عنوان یک داروی ضد اضطراب استفاده می‌شود. این دارو برای مدتی پرفروش‌ترین آرام بخش جزئی بود، اما به دلیل شاخص درمانی گسترده‌تر (خطر کمتر سمیت در دوزهای تجویز شده درمانی) و بروز کمتر عوارض جانبی جدی، تا حد زیادی با بنزودیازپین‌ها جایگزین شده‌است.